# Lorgies
Lorgies és un municipi francès situat al departament del Pas de Calais i a la regió dels Alts de França. L'any 2007 tenia 1.513 habitants.

## Demografia

### Població
El 2007 la població de fet de Lorgies era de 1.513 persones. Hi havia 512 famílies de les quals 64 eren unipersonals (28 homes vivint sols i 36 dones vivint soles), 148 parelles sense fills, 264 parelles amb fills i 36 famílies monoparentals amb fills.
La població ha evolucionat segons el següent gràfic:
Habitants censats

### Habitatges
El 2007 hi havia 537 habitatges, 524 eren l'habitatge principal de la família, 3 eren segones residències i 10 estaven desocupats. 527 eren cases i 10 eren apartaments. Dels 524 habitatges principals, 460 estaven ocupats pels seus propietaris, 57 estaven llogats i ocupats pels llogaters i 7 estaven cedits a títol gratuït; 1 tenia una cambra, 10 en tenien dues, 46 en tenien tres, 105 en tenien quatre i 362 en tenien cinc o més. 452 habitatges disposaven pel capbaix d'una plaça de pàrquing. A 190 habitatges hi havia un automòbil i a 307 n'hi havia dos o més.

### Piràmide de població
La piràmide de població per edats i sexe el 2009 era:
| Homes | Edats   | Dones |
| ----- | ------- | ----- |
| 0     | 95 o +  | 0     |
| 4     | 90 a 94 | 4     |
| 8     | 85 a 89 | 8     |
| 0     | 80 a 84 | 0     |
| 20    | 75 a 79 | 16    |
| 16    | 70 a 74 | 4     |
| 16    | 65 a 69 | 28    |
| 4     | 60 a 64 | 28    |
| 24    | 55 a 59 | 8     |
| 56    | 50 a 54 | 28    |
| 44    | 45 a 49 | 64    |
| 68    | 40 a 44 | 52    |
| 52    | 35 a 39 | 56    |
| 48    | 30 a 34 | 36    |
| 36    | 25 a 29 | 36    |
| 16    | 20 a 24 | 24    |
| 56    | 15 a 19 | 60    |
| 60    | 10 a 14 | 56    |
| 48    | 5 a 9   | 36    |
| 32    | 0 a 4   | 36    |

## Economia
El 2007 la població en edat de treballar era de 1.018 persones, 781 eren actives i 237 eren inactives. De les 781 persones actives 738 estaven ocupades (403 homes i 335 dones) i 43 estaven aturades (20 homes i 23 dones). De les 237 persones inactives 67 estaven jubilades, 104 estaven estudiant i 66 estaven classificades com a «altres inactius».

### Ingressos
El 2009 a Lorgies hi havia 556 unitats fiscals que integraven 1.653 persones, la mediana anual d'ingressos fiscals per persona era de 22.262 €.

### Activitats econòmiques
Dels 55 establiments que hi havia el 2007, 4 eren d'empreses de fabricació d'altres productes industrials, 22 d'empreses de construcció, 7 d'empreses de comerç i reparació d'automòbils, 4 d'empreses de transport, 3 d'empreses d'hostatgeria i restauració, 2 d'empreses d'informació i comunicació, 2 d'empreses financeres, 3 d'empreses immobiliàries, 4 d'empreses de serveis, 1 d'una entitat de l'administració pública i 3 d'empreses classificades com a «altres activitats de serveis».
Dels 22 establiments de servei als particulars que hi havia el 2009, 1 era una funerària, 1 taller de reparació d'automòbils i de material agrícola, 3 paletes, 6 guixaires pintors, 2 fusteries, 3 lampisteries, 1 electricista, 1 perruqueria, 1 restaurant i 3 agències immobiliàries.
Dels 2 establiments comercials que hi havia el 2009, 1 era una botiga de més de 120 m² i 1 una botiga de mobles.
L'any 2000 a Lorgies hi havia 13 explotacions agrícoles que ocupaven un total de 369 hectàrees.

## Equipaments sanitaris i escolars
El 2009 hi havia una escola elemental.

## Poblacions més properes
El següent diagrama mostra les poblacions més properes.